# Odalisque au coffret rouge
Odalisque au coffret rouge est un tableau du peintre français Henri Matisse réalisé en 1927 à Nice. Partie de la série des Odalisques, cette huile sur toile d'inspiration orientaliste représente une femme allongée sur un matelas vert, un vase vide et un coffret rouge posés au sol devant elle. De cette odalisque qui appuie sa tête sur son bras gauche en laissant s'échapper un sein de son corsage, le modèle est Henriette Darricarrère, avec laquelle l'artiste travaille depuis le début des années 1920. L'œuvre est conservée au musée Matisse de Nice par suite du legs de l'épouse du peintre en 1960.

## Expositions
- Matisse. Cahiers d'art – Le tournant des années 1930, musée de l'Orangerie, Paris, 2023 — n°71.